# Dülferstraße
Die Dülferstraße ist eine ca. 2,4 km lange Innerortsstraße im Münchner Norden. Sie verläuft in Ost-West-Richtung von der Schleißheimer Straße zur Lerchenauer Straße und verbindet die beiden Stadtteile Hasenbergl und Feldmoching. Sie wurde 1960 nach dem Bergsteiger Hans Dülfer benannt.

## Beschreibung
Sie beginnt gegenüber dem Einkaufszentrum Mira und der Panzerwiese an der Schleißheimer Straße am Dülferanger bzw. U-Bahnhof Dülferstraße. In Richtung Westen passiert sie den U-Bahnhof Hasenbergl und führt über den Feldmochinger Anger nach Feldmoching. Kurz nachdem sie im Norden des Bahnhofs München-Feldmoching die Gleise der Bahnstrecke München–Regensburg unterquert, wird sie von einer flächenerschließenden Verbindungsstraße zur Nebenstraße, die in Feldmoching in die Lerchenauer Straße mündet.